# Manifesto (中山美穂のアルバム)
『manifesto』（マニフェスト）は、中山美穂の21作目のスタジオ・アルバム。1999年9月16日にキングレコードより発売された。(規格品番：KICS-750)

## 概要
3人組の音楽ユニットLittle Creaturesをプロデューサーに迎えたオリジナル・ミニ・アルバム。全曲の作詞を中山自身が手掛けている。
M-5「Sweetest Lover」は、1988年12月発売のアルバム『angel hearts』に収録されていた楽曲のセルフカバーである。
オリジナル・アルバムは本作のあと、2019年12月4日発売の『Neuf Neuf』までリリースが止まる。以後、ベスト・アルバムは複数発売されている。
同年8月29日から10月13日まで『Miho Nakayama Concert Tour 1999』（全国19公演）が行われた後、本作を引っ提げて、中山にとって初となるライブハウスツアー『Miho Nakayama Live House Tour 1999 "manifesto"』（全国7公演）を行った。ツアーにはLittle Creaturesも同行した。チケットは一般発売されず、ファンクラブ及び雑誌「ぴあ」での抽選販売となったため、チケットにはプレミア価格が付いた。

## 収録曲

### CD
| 全作詞: 中山美穂（M-5のみ″北山瑞穂″名義）、全編曲: Little Creatures。 |                           |                                   |          |      |
| #                                                                     | タイトル                  | 作詞                              | 作曲     | 時間 |
| 1.                                                                    | 「ESPRESSO'n' MILK」      | 中山美穂（M-5のみ″北山瑞穂″名義） | 五島良子 | 4:36 |
| 2.                                                                    | 「あきるまで」            | 中山美穂（M-5のみ″北山瑞穂″名義） | 渡邊美佳 | 5:56 |
| 3.                                                                    | 「ビシソワーズ フラワー」 | 中山美穂（M-5のみ″北山瑞穂″名義） | 渡邊美佳 | 5:09 |
| 4.                                                                    | 「SEVILLANA」             | 中山美穂（M-5のみ″北山瑞穂″名義） | 川上明彦 | 6:52 |
| 5.                                                                    | 「Sweetest Lover」        | 中山美穂（M-5のみ″北山瑞穂″名義） | Cindy    | 5:47 |
| 6.                                                                    | 「Mark」                  | 中山美穂（M-5のみ″北山瑞穂″名義） | 渡邊美佳 | 6:43 |
| 7.                                                                    | 「Simple Things #22」     | 中山美穂（M-5のみ″北山瑞穂″名義） | 森俊二   | 6:14 |
| 合計時間:                                                             | 合計時間:                 | 合計時間:                         | 41:20    |      |

### 備考
1. ESPRESSO'n' MILK
  - 作曲者の五島良子が2001年発売のアルバム『Merry-go-round』でセルフカバーしている。
2. あきるまで
3. ビシソワーズ フラワー
4. SEVILLANA
  - タイトルの「セヴィジャーナ」とはスペインのフラメンコ風舞踊の一つ[3]。
5. Sweetest Lover
  - アルバム『angel hearts』に収録されていた楽曲の再録音版。
6. Mark
7. Simple Things #22

## 再発盤
- 2015年10月14日 - CD（廉価盤 KICS-3281）
2015年リマスタリング仕様で「30th Anniversary Original Album Collection」として、これまでにリリースしたアルバムのうち25作品が同日再発売された[4]。